# François-René Boyer
Pour les articles homonymes, voir Général Boyer.
François-René Boyer, né le 28 juillet 1790 à Metz, mort le 18 mars 1858 à Auxerre, est un général français.

## Biographie
Vélite au Régiment des fusiliers-chasseurs de la Garde impériale en 1808, sous-lieutenant (1810) puis lieutenant (1812) au 21è régiment d’infanterie de ligne en juillet 1810, il est aide-de-camp de son oncle le général baron Boyer de Rebeval à partir d'août 1812. Il est atteint d’un coup de mitraille sur le côté à la bataille de la Moskova le 7 septembre de la même année et reçoit un coup de baïonnette au pied droit, à Dresde, le 26 août 1813. Il est nommé capitaine en novembre 1813 et chef de bataillon le 22 janvier 1814. Il est atteint d’un coup de feu à la jambe gauche, à Craonne, le 7 mars 1814. En non-activité par suite de licenciement le 1er janvier 1816, il termine sa carrière comme général de division sous le Second Empire. Il commande en 1818 la subdivision de l'Yonne puis est appelé à la tête de la région militaire de Montpellier.
Il participa aux campagnes d'Espagne (1808), d'Allemagne (1809), de Russie (1812), de Saxe (1812), à la campagne de France (1814) et à Guerre de Vendée de 1815 et membre du corps expéditionnaire de l'Armée du Nord (1831-1832).

## Décorations
- Chevalier (août 1813), Officier (mars 1815), Commandeur (avril 1835) puis Grand Officier de la Légion d’honneur (juillet 1845).
- Chevalier de l'ordre de Saint-Louis (septembre 1814).
- Officier de l’ordre de Léopold de Belgique (1833)

## Sources
- Dossier de la Légion d'Honneur - base Léonor
- Chappet, Alain., Martin, Roger., Pigeard, Alain. Le guide Napoléon: 4000 lieux de mémoire pour revivre l'épopée. p. 423,  Éditions Tallandier, 2005.  (ISBN 9782847342468), 284734246X